# Караян, Герберт фон
Ге́рберт фон Ка́раян (нем. Herbert von Karajan; 5 апреля 1908, Зальцбург, Австро-Венгрия — 16 июля 1989, Аниф, Австрия) — австрийский дирижёр, считающийся одним из крупнейших  дирижёров XX века. Работал с Берлинским филармоническим оркестром на протяжении 35 лет. Оставил после себя одну из самых обширных дискографий. Трижды лауреат премии "Грэмми" (1965, 1970, 1979).

## Биография

### Детство и молодость
Родился в Зальцбурге в семье потомков эмигрантов из греческой Македонии. Его прапрадед, Георгий Караян (1743—1813), в 1762 году переехал из греческого Козани в саксонский Хемниц, где вместе с братом основал хлопчатобумажную фабрику. В 1792 году за свои заслуги в развитии торговли и промышленности он получил от курфюрста Фридриха Августа III рыцарский титул (нем. Ritter) и сменил фамилию Караяннис (Караиоаннис) на Караян, поэтому полное имя Герберта при рождении — Хериберт Риттер фон Караян (нем. Heribert Ritter von Karajan).
С 1916 по 1926 гг. учился в консерватории Моцартеум в Зальцбурге, где увлекся изучением искусства дирижирования.
В 1929 году продирижировал оперой Рихарда Штрауса «Саломея» в Фестивальном театре Зальцбурга.
С 1929 по 1934 гг. был первым капельмейстером в городском театре города Ульма в Германии.
В 1933 году состоялся дебют на Зальцбургском фестивале, продирижировал сценой «Вальпургиева ночь» из оперы «Фауст» Шарля Гуно в постановке Макса Райнхардта. В следующем году в Зальцбурге впервые дирижировал Венским филармоническим оркестром.
С 1934 года по 1941 год дирижировал оперными спектаклями и симфоническими концертами в оперном театре Ахена.
В 1935 году стал самым молодым Генеральным музыкальным директором (нем. Generalmusikdirektor) Германии, выступал в качестве приглашённого дирижёра в Брюсселе, Стокгольме, Амстердаме и других городах.
В 1937 году состоялось первое выступление Караяна с Берлинским филармоническим оркестром. В том же году он дебютировал в Берлинском государственном оперном театре в опере Бетховена «Фиделио». Огромный успех в 1938 году принесло его исполнение оперы Рихарда Вагнера «Тристан и Изольда». Берлинская критика назвала его «Чудо-Караян» (нем. Das Wunder Karajan). Он заключил контракт со звукозаписывающей компанией «Дойче Граммофон», первой записью стала увертюра к опере Моцарта «Волшебная флейта» с Берлинской государственной капеллой.

### Послевоенные годы
В 1946 году в Вене с Венским филармоническим оркестром состоялся первый послевоенный концерт Караяна. Затем советские власти наложили запрет на его выступления в качестве дирижёра вследствие его членства в НСДАП. Летом этого года он анонимно участвовал в работе Зальцбургского фестиваля. В следующем году ему было разрешено возобновить работу в качестве дирижёра.
В 1948 году стал художественным руководителем Общества друзей музыки (нем. Gesellschaft der Musikfreunde) в Вене. Дирижировал также в оперном театре «Ла Скала» в Милане. Однако самой значительной в этот период была его работа с недавно созданным оркестром «Филармония» в Лондоне. Благодаря ему оркестр вошёл в число лучших оркестров мира.
В 1951 и 1952 годах дирижировал спектаклями в Байройтском оперном театре.
В 1955 году был назначен пожизненным музыкальным руководителем Берлинского филармонического оркестра как преемник Вильгельма Фуртвенглера. С 1957 по 1964 год являлся художественным директором Венской государственной оперы, был тесно связан с Венским филармоническим оркестром и Зальцбургским фестивалем, где он основал Пасхальный фестиваль. Осенью 1964 года наряду с Лукино Висконти и Франко Дзеффирелли — один из ведущих руководителей фестиваля, прошедшего в Москве к приезду всего состава труппы миланского театра «Ла Скала» — 400 человек. Дирижировал «Богему» — музыкальную тему к фильму Дзеффирелли по одноимённой опере Пуччини (1858—1924) и «Реквием» Джузеппе Верди (1813—1901).
Продолжал дирижировать и делать записи вплоть до своей смерти в 1989 году.

## Членство в НСДАП
В 1933 году вступил в Национал-социалистическую партию; это произошло 8 апреля 1933 года в Зальцбурге спустя два месяца после прихода к власти Адольфа Гитлера в Германии. Как и в случае с сопрано Элизабет Шварцкопф, членство Караяна в нацистской партии в период с 1933 по 1945 год оставило след на его репутации. Попытки Караяна отрицать свою партийную принадлежность были опровергнуты документально. По словам Нормана Лебрехта, выросший в Зальцбурге во время и после Первой мировой войны Караян отчаянно пытался сделать карьеру ещё до того, как Гитлер захватил власть в Германии.
С изгнанием еврейских и левых музыкантов 27-летний Караян стал музыкальным директором в Рейхе — «Чудо-Караяном», как в 1938 году озаглавил свою статью Геббельс. Караян чрезвычайно удачно вписался в контекст новой Германии — белокурый, с резкими чертами лица и пронзительным взглядом, он служил рекламным лицом нацистской культуры. Любимец Геринга и Геббельса, Караян открывал многие свои выступления «Песней Хорста Весселя». Такие музыканты, как Исаак Стерн и Ицхак Перлман, отказывались играть в одних концертах с Караяном.
В ноябре 2023 года руководство Ахенского театра решило убрать из фойе бюст Караяна, так как тот был теснее связан с нацистами, чем думалось ранее. Скульптура будет передана в местный музей «Центр Карла Великого».

## Караян и звукозапись
Сыграл важную роль в закреплении формата цифровой аудиозаписи на компакт-диски (около 1980). Он способствовал признанию этой новой технологии воспроизведения звука своим авторитетом — в апреле 1980 года участвовал в первой пресс-конференции, посвящённой выпуску цифровых аудиозаписей на компакт-дисках, вместе с президентом компании «Sony» Акио Морита, а в 1987 году присутствовал при открытии первого в Европе завода по производству дисков, совместно с Норио Ога. Первые прототипы компакт-дисков были ограничены временем звучания 60 минут. Часто утверждается, что закреплённый стандарт времени звучания 74 минуты был достигнут для того, чтобы вместить Девятую симфонию Бетховена, а существовавший на тот момент архив записей Караяна и его явным образом выраженные пожелания сыграли значительную роль в принятии решения увеличить максимальное время звучания компакт-диска. Однако вполне возможно, что эта история является лишь своего рода легендой.

## Творчество
Американский критик Харви Закс даёт следующий критический отзыв о его творческой манере:

Кажется, Караян сделал выбор в пользу универсального, очень утончённого, лакированного, выверенно-чувственного звука, который можно применить с незначительными стилистическими отклонениями, которые он полагал необходимыми, к Баху и Пуччини, Моцарту и Малеру, Бетховену и Вагнеру, Шуману и Стравинскому… многие из его исполнений были «запрограммированными» и искусственными, такие никогда не встретишь у Тосканини, Фуртвенглера и других великих… большая часть записей Караяна преувеличенно «отполирована», являя собой некий звуковой аналог фильмов и фотографий Лени Рифеншталь.

Норман Лебрехт выразился ещё категоричнее:

Караян имел склонность к усреднению музыки — он подминал её под свою «политику красоты», подавляя её художественное разнообразие. Слушать Караяна слишком долго — всё равно что провести месяц в «Макдоналдсе». Тошнотворное и притупляющее всякие чувства времяпрепровождение. […] Герберт фон Караян — и с моральной, и с творческой точки зрения — был пустым местом.

Караяна критиковали за то, что из всей музыки XX века он исполнял и записывал за редким исключением лишь те произведения, которые были написаны до 1945 года (Густава Малера, Арнольда Шёнберга, Альбана Берга, Веберна, Бартока, Яна Сибелиуса, Рихарда Штрауса, Джакомо Пуччини, Ильдебрандо Пицетти, Артура Онеггера, Сергея Прокофьева, Клода Дебюсси, Пауля Хиндемита, Карла Нильсена и Игоря Стравинского), хотя он записал Симфонию № 10 Дмитрия Шостаковича (1953) дважды, а также исполнил премьеру «Комедии на конец времен» («De Temporum Fine Comoedia») Карла Орфа в 1973.
По результатам опроса, проведённого в ноябре 2010 года британским журналом о классической музыке BBC Music Magazine среди ста дирижёров из разных стран, среди которых такие музыканты, как Колин Дэвис (Великобритания), Густаво Дудамель (Венесуэла), Марис Янсонс (Россия), Караян занял четвёртое место в списке из двадцати наиболее выдающихся дирижёров всех времён. Введён в Зал славы журнала Gramophone.

## Гонорары
Некоторые критики, в особенности Норман Лебрехт, вменяют Караяну в вину то, что он, требуя огромных гонораров за исполнение, взвинчивал затраты в филармонической отрасли. Во время пребывания в должности в качестве директора финансируемых за счёт общественных средств исполнительских организаций, таких как Венский филармонический оркестр, Берлинский филармонический оркестр и Зальцбургский фестиваль, он устроил всё так, чтобы и приглашённым звёздам, и ему самому выплачивались значительные вознаграждения.
Получив в своё распоряжение оркестры, он заставлял их записывать диски, а также вплоть до своей смерти при появлении каждой новой технологии (видеоплёнки, цифровые LP, CD) повторно записывал свои любимые произведения, тем самым делая оркестры менее доступными для других дирижёров и увеличивая собственное вознаграждение за счёт новых изданий.
Стремление к крупным гонорарам часто сочеталось с вниманием ко внешней стороне дела даже в ущерб качеству результата. Например, во время записи бетховенского Тройного концерта с Давидом Ойстрахом, Святославом Рихтером и Мстиславом Ростроповичем, Рихтер попросил Караяна сделать ещё один дубль, на что Караян отказал, ссылаясь на необходимость сфотографироваться.

## Работа за пультом
Дирижируя оркестром, исполнявшим произведение Вагнера[какое?] в Метрополитен опера, он поднял дирижёрский подиум, чтобы быть на виду у публики; в вердиевских оперных записях он изменял баланс звучания оркестра, перенося работу со звуком на стадию монтажа. Критики сравнивали его с Леонардом Бернстайном, указывая, что оба дирижёра «были непревзойдёнными мастерами устраивать театральный спектакль на подиуме». С Бернстайном его роднило и то, что если ему не слишком нравилось сочинение, при исполнении он не старался это скрывать. Эксцентричность при этом сочеталась с экономностью жестов, особенно при работе с хорошо слаженными берлинскими филармоническими музыкантами, чем он напоминал Фрица Райнера; часто дирижировал с закрытыми глазами, уверенный в своих оркестрантах.

## Награды
- Командор Ордена «За заслуги перед Федеративной Республикой Германией»
- Великий офицер Ордена «За заслуги перед Итальянской Республикой» (1960)[11]
- Австрийский почётный знак «За науку и искусство» на шейной ленте (1961)
- Кольцо Почёта Эдуарда Рейна (1984)